# Vitorino Antunes
Pour les articles homonymes, voir Antunes.
Vitorino Gabriel Pacheco Antunes (ou plus communément appelé : Gabriel Antunes) (né le 1er avril 1987 à Freamunde) est un footballeur portugais. Il évolue au poste de défenseur latéral au FC Paços de Ferreira.

## Carrière
Vitorino Antunes rejoint le club portugais du FC Paços de Ferreira en provenance de Sport Clube Freamunde en 2006. 
Après une bonne première saison dans son nouveau club, le FC Porto, le Benfica Lisbonne, le Sporting Clube de Portugal, l'Atlético Madrid, l'AJ Auxerre, Aston Villa ou encore Anderlecht s'intéresse à lui.
Le 29 août 2007, deux jours avant la clôture du mercato d'été, l'AS Roma lui fait signer un contrat de prêt avec option d'achat pour la saison 2007-2008.
Antunes fait ses débuts avec le club italien le 12 décembre 2007 contre Manchester United en Ligue des champions. Il est élu homme du match par les sites officiels des deux clubs.
Le 20 janvier 2008, il joue son premier match de championnat italien contre Catane, un match remporté 2-0.

## Palmarès
- Championnat d'Ukraine en 2015 et 2016
- Coupe d'Ukraine en 2015

 Sporting Clube de Portugal
- Champion du Portugal
  - Vainqueur : 2021